# Беленьково
Беленьково — деревня в Кочёвском районе Пермского края. Входит в состав Большекочинского сельского поселения. Располагается северо-восточнее районного центра, села Кочёво. Расстояние до районного центра составляет 12 км. По данным Всероссийской переписи населения 2010 года, в деревне проживало 13 человек (6 мужчин и 7 женщин).

## История
По данным на 1 июля 1963 года, в деревне проживало 73 человека. Населённый пункт входил в состав Большекочинского сельсовета.